# Бонд Дж. (лунный кратер)
Кратер Бонд Дж. (лат. G. Bond), не путать с кратером Бонд У. (лат. W. Bond) — небольшой ударный кратер, расположенный на юге от Озера Сновидений на видимой стороне Луны. Название дано в честь американского астронома Джорджа Филлипса Бонда (1826—1865) и утверждено Международным астрономическим союзом в 1935 г.

## Описание кратера

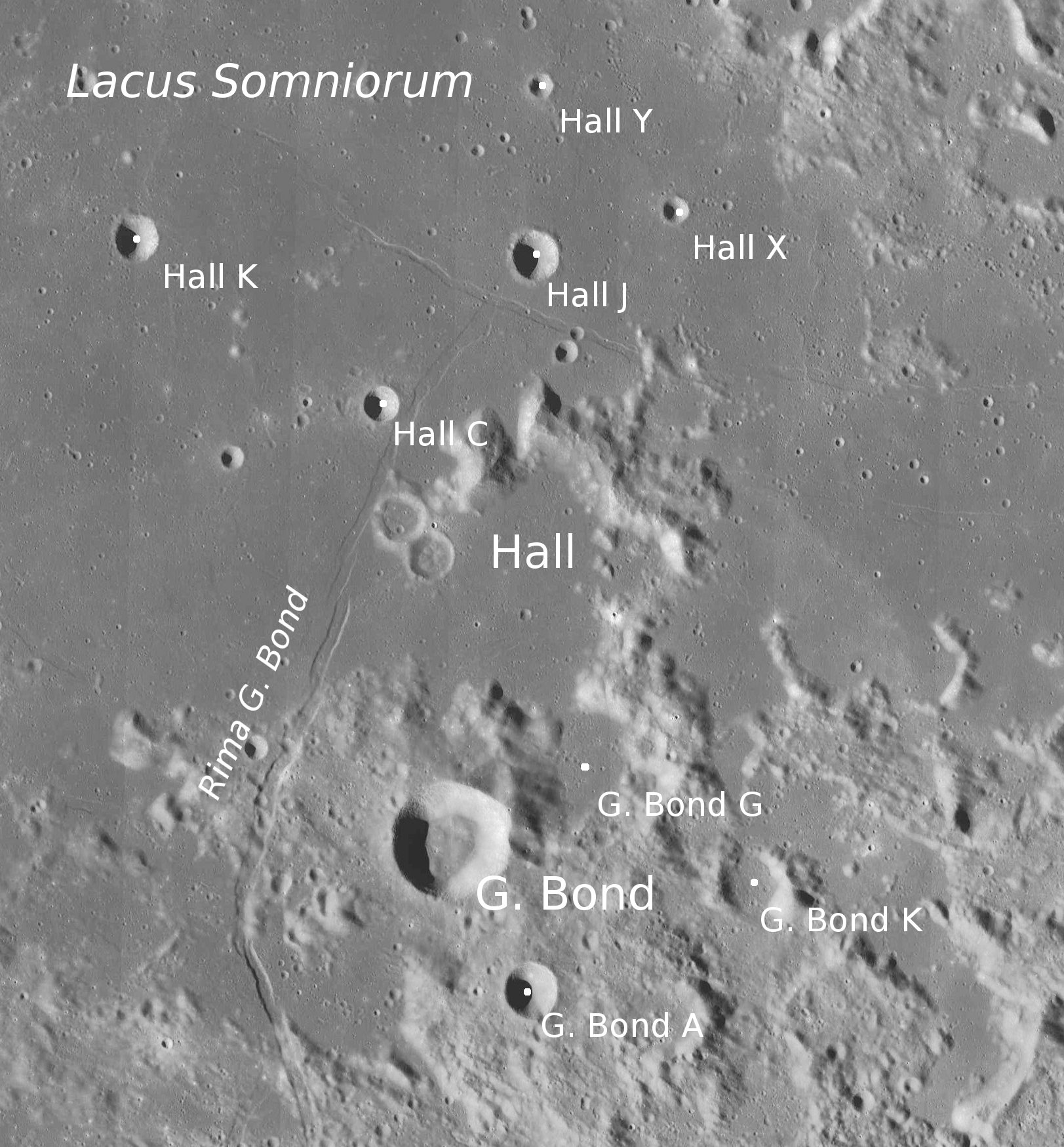
Окрестности кратера Бонд Дж. Снимок зонда Lunar Reconnaissance Orbiter.

Ближайшими соседями кратера являются древний кратер Посидоний на западе; овальный кратер Даниель на северо-западе; останки кратера Холл на севере; кратер Кирхгоф на юго-востоке и кратер Шакорнак на юго-западе. На северо-западе располагается борозда Дж. Бонда, на юго-востоке Таврские горы.
Селенографические координаты центра кратера 32°23′ с. ш. 36°19′ в. д. / 32,39° с. ш. 36,32° в. д., диаметр 19,1 км, глубина 2,78 км.
Кратер имеет искаженную чашеобразную форму с плоским дном диаметр которого составляет половину диаметра кратера. Высота вала над окружающей местностью составляет 780 м. Дно чаши кратера ровное, приметные структуры отсутствуют.
Кратер Бонд Дж. включен в список кратеров с темными радиальными полосами на внутреннем склоне Ассоциации лунной и планетарной астрономии (ALPO).

## Сателлитные кратеры

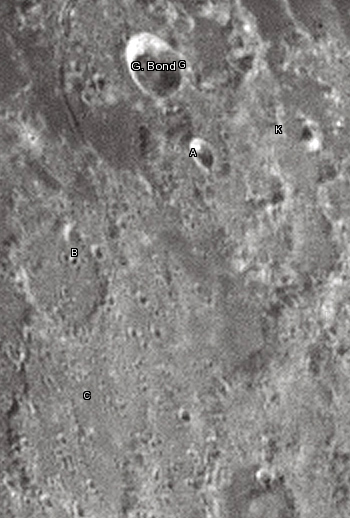
Снимок Девида Кемпбелла.

| Бонд Дж. | Координаты                                            | Диаметр, км |
| -------- | ----------------------------------------------------- | ----------- |
| A        | 31°35′ с. ш. 36°52′ в. д. / 31,58° с. ш. 36,87° в. д. | 9,2         |
| B        | 29°57′ с. ш. 34°40′ в. д. / 29,95° с. ш. 34,67° в. д. | 32,4        |
| C        | 28°17′ с. ш. 34°45′ в. д. / 28,29° с. ш. 34,75° в. д. | 46,6        |
| G        | 32°44′ с. ш. 37°15′ в. д. / 32,74° с. ш. 37,25° в. д. | 27,3        |
| K        | 32°08′ с. ш. 38°20′ в. д. / 32,14° с. ш. 38,33° в. д. | 12,5        |